# Volo ADC Airlines 53
Il volo Aviation Development Company (ADC) Airlines 53 era un volo passeggeri di linea operato dalla ADC Airlines che si schiantò il 29 ottobre 2006 poco dopo il decollo dall'aeroporto Internazionale Nnamdi Azikiwe di Abuja, in Nigeria, alle 11:30 ora locale. Immediatamente dopo il decollo da Abuja, il Boeing 737-200 entrò in contatto con il suolo, spezzandosi e prendendo fuoco in un campo di grano. Il volo trasportava 100 passeggeri e 5 membri dell'equipaggio. Muhammadu Maccido, il sultano di Sokoto e leader spirituale dei musulmani in Nigeria, suo figlio, il senatore Badamasi Maccido, la dottoressa Nnennia Mgbor, il primo chirurgo otorinolaringoiatrico dell'Africa occidentale in assoluto, e Abdulrahman Shehu Shagari, figlio dell'ex presidente Shehu Shagari, erano tra i lista dei passeggeri. Nove persone sopravvissero, tra queste le 3 figlie di Ibrahim Idris, governatore di Kogi.
L'aereo si stava dirigendo verso lo stato settentrionale di Sokoto. L'incidente scatenò un'intensa protesta nazionale per migliorare il settore dell'aviazione nigeriana. Fu la causa diretta del cambiamento del ministro dell'aviazione di quel tempo. Fu l'undicesimo incidente aereo su suolo nigeriano dal 1995, portando il bilancio delle vittime a più di 500 persone. Il precedente incidente che coinvolse l'ADC era avvenuto il 7 novembre 1996: ben 144 persone persero la vita quando un Boeing 727 cadde vicino a Ejirin, dopo che i piloti ne avevano perso il controllo a seguito di un'azione evasiva per evitare una collisione a mezz'aria.
Il presidente della Nigeria Olusegun Obasanjo, di fronte alle pressioni per rimuovere Babalola Borishade, l'allora ministro dell'aviazione, trasferì quest'ultimo in un altro dipartimento.

## L'aereo
Il velivolo coinvolto era un Boeing 737-200, marche 5N-BFK, numero di serie 22891 e numero di linea 988, costruito nel 1983. Poco dopo venne consegnato a USAir e registrato N323AU; nel 1988 cambiò il suo codice di registrazione in N279AU. Nel 1997 venne consegnato a US Airways e nel 1999 passò alla MetroJet. Venne consegnato alla società di leasing Celtic Capital e noleggiato all'Aviation Development Company (ADC) nel settembre 2003. Era stato ispezionato il 28 luglio 2005 ed era previsto un altro controllo il 27 gennaio 2007. Al momento dell'incidente, l'aereo aveva accumulato 56 411 ore di volo in 44 465 cicli di pressurizzazione.

## L'incidente
Il volo ADC Airlines 53 parte da Lagos (LOS) per un volo interno di linea diretto a Sokoto (SKO) con uno scalo intermedio ad Abuja (ABV). Mentre è a terra a Lagos, il Boeing viene rifornito di carburante e cambia equipaggio. Riparte dalla capitale nigeriana alle 09:29 ora locale per poi atterrare ad Abuja alle 10:20. Lì, i piloti richiedono l'autorizzazione al decollo e i dati meteorologici correnti. Alle 11:21, l'equipaggio contatta l'ATC per l'autorizzazione al rullaggio fino al punto di attesa e richiese un controllo sulla velocità del vento. Nei sei minuti seguenti, la torre di controllo di Abuja comunica ben sei rapporti sul vento, inclusa una dichiarazione che sottolineava raffiche violente. All'aeroporto si stava avvicinando un temporale e il tempo era in fase di peggioramento.
Alle 11:26, l'equipaggio del volo 53 chiede l'autorizzazione per il decollo e il controllore ribadisce il peggioramento delle condizioni meteorologiche e dà loro l'ultimo bollettino sulla velocità del vento. Immediatamente dopo il decollo dalla pista 22, il 737 si trova in balia di un windshear che influenza in modo significativo le prestazioni aerodinamiche dell'aereo. Il pilota in comando risponde alle variazioni del vento dando più potenza ai motori e tirando indietro la barra di comando, causando un significativo cambiamento di assetto del beccheggio. L'altro pilota dice al comandante di sollevare l'aereo; questo entra così in uno stallo aerodinamico completo, seguito da un rollio a sinistra di oltre 90 gradi e da una ripida discesa verso il terreno. L'aeromobile entra in un assetto che provoca l'interruzione temporanea del flusso d'aria e una momentanea perdita di potenza in entrambi i motori. Alla collisione con il suolo, il 737 si spezza e prende fuoco in un campo di grano.
Dopo tre tentativi falliti di contattare l'aereo, la torre avvisa il controllore di avvicinamento di chiamare il volo 53. Anche altri aeromobili in ascolto (il volo Virgin Nigeria Airlines 42 e il volo Trade Wings 2401) su quella frequenza vengono invitati a fornire assistenza, ma tutti i tentativi caddero nel vuoto. Anche i centri di controllo di Kano e Lagos provarono a chiamarlo, senza alcun risultato. Il centro per le comunicazione di volo ad Abuja informò l'Agenzia Nazionale di Gestione delle Emergenze (NEMA) a Kano della perdita di contatto con il 737. Alle 11:38, il centro Comunicazioni di volo contatta la torre di controllo dicendo che qualcuno proveniente da un villaggio vicino (Tungar Madaki), nei pressi della zona coperta dal radar, aveva segnalato che un aereo si era schiantato nel loro villaggio. Viene immediatamente spedita una squadra di ricerca dall'aeroporto, scoprendo e confermando che l'aereo si era schiantato poco dopo il decollo. In tutto 96 persone hanno perso la vita.

## Le indagini

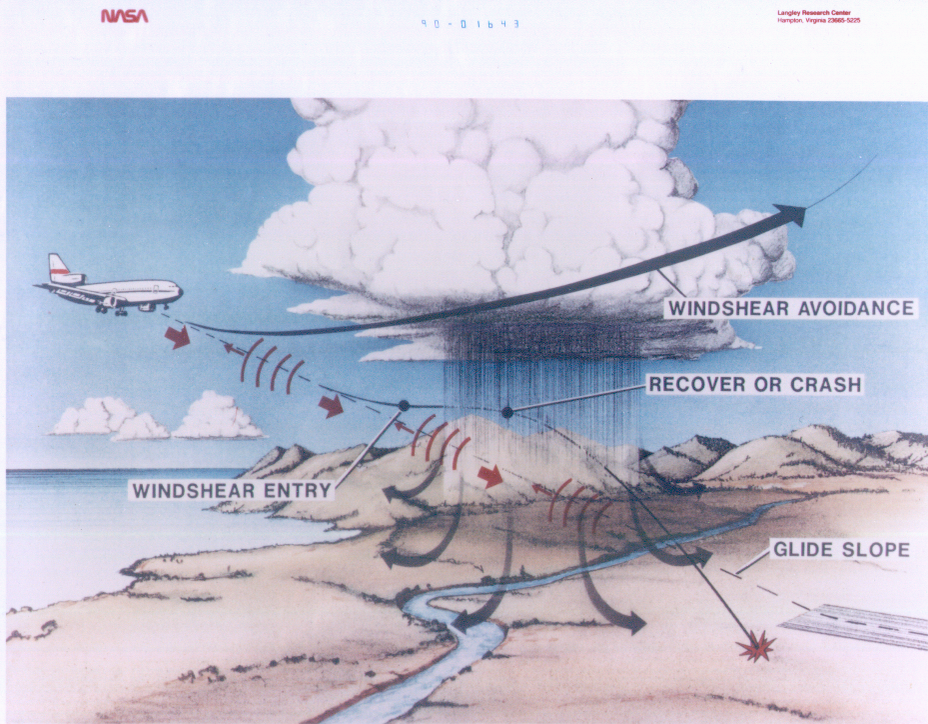
L'illustrazione di un windshear mentre si verifica nei pressi di un aeroporto. L'immagine, pubblicato dalla NASA, affermava che se un windshear si fosse verificato davanti all'aereo, i piloti avrebbero dovuto salire per evitare la corrente d'aria.

L'Aircraft Investigation Bureau avviò un'indagine per ricercare le cause del disastro insieme ad alcuni rappresentanti del National Transportation Safety Board, essendo l'aereo di produzione statunitense. Gli investigatori esaminarono il relitto e il luogo dell'incidente. In base al loro esame, l'ala sinistra era entrata in contatto con i rami di un albero. Il Boeing aveva colpito il suolo con il muso sollevato e un angolo di rollio a sinistra molto pronunciato, spezzandosi in varie parti. Il carburante fuoriuscito dalle ali aveva causato un incendio.
96 delle 105 persone a bordo morirono per l'impatto al suolo e per l'incendio scatenatosi poco dopo, poiché la maggior parte della sezione della fusoliera era stata distrutta. Un assistente di volo, seduto in fondo all'aereo, riuscì a salvarsi insieme ad altri otto passeggeri poiché la struttura posteriore era rimasta sostanzialmente intatta.
In base all'analisi dalla scatola nera, appena prima del decollo l'equipaggio aveva ricevuto le segnalazioni di possibili wind shear, come risulta evidente dal Cockpit Voice Recorder (CVR). Durante il decollo, l'intensità della pioggia era aumentata sensibilmente. Il primo segnale di difficoltà si evidenziò appena due secondi dopo l'annuncio del primo ufficiale "ottanta nodi". Il comandante rispose con "Ah" invece di "controllato". Quattro secondi dopo, il carrello di atterraggio venne ritirato e il copilota dichiarò il raggiungimento della V2. Due secondi dopo si attivò l'avviso di wind shear, poiché l'aereo era finito in un'area soggetta a rapidi cambiamenti nella direzione del vento. Nel tentativo di recuperare l'assetto, l'equipaggio inclinò il muso tra i 30° e i 35°, come rilevato dall'FDR, un beccheggio eccessivo per un volo normale; di conseguenza si attivò lo stick-shaker (come confermato dal registratore vocale in cabina di pilotaggio). Come risultato dell'inclinazione troppo elevata, il flusso d'aria nei motori si interruppe, provocando uno stallo del compressore in entrambi i propulsori. Gli input di controllo di volo da parte dell'equipaggio provocarono uno stallo aerodinamico, una diminuzione di altitudine e il conseguente impatto al suolo. Come risultato della rapida discesa, il Ground Proximity Warning System (GPWS) risuonò fino al momento dell'impatto.

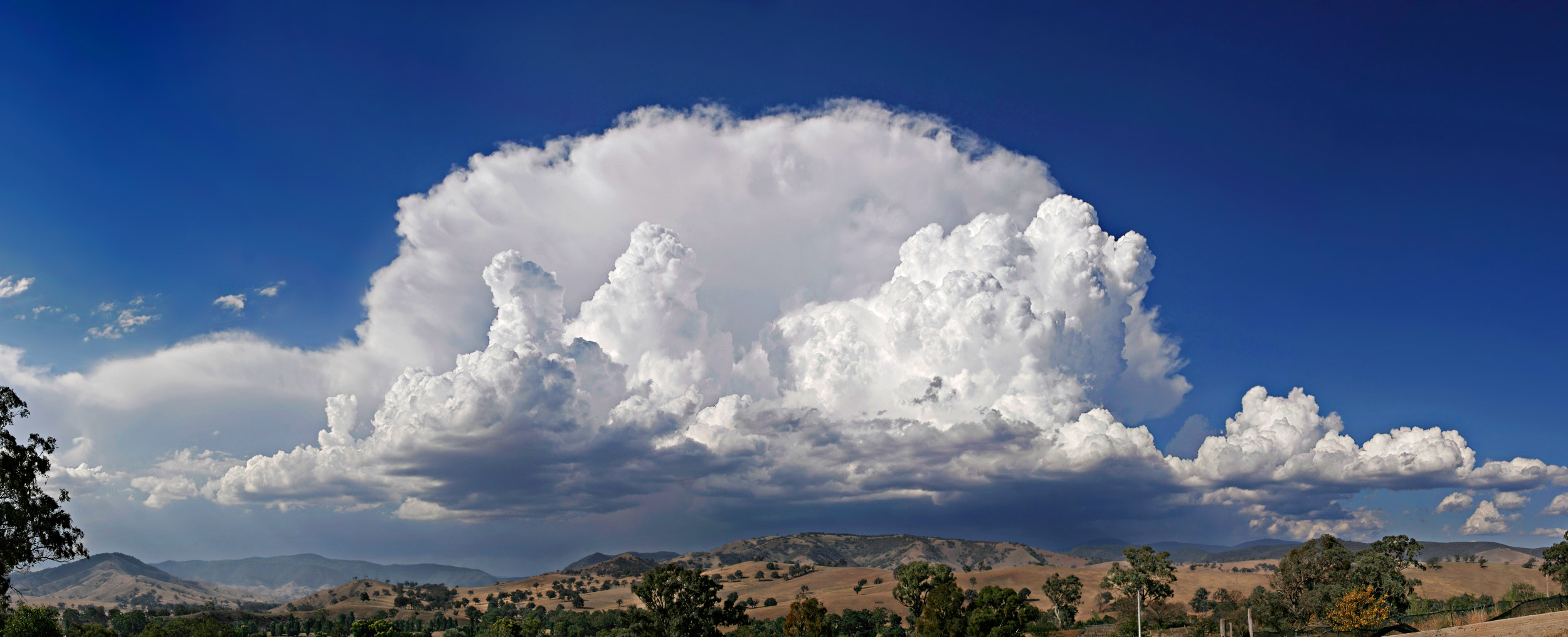
Un cumulonembo. La maggior parte dei windshear si verifica dentro a questo tipo di nuvola.

Sebbene il maltempo creò una situazione a cui i piloti reagirono prontamente, la loro reazione non era conforme alla procedura di recupero in caso di wind shear. L'addestramento al simulatore svolto dall'equipaggio presso la Sabena Flight Academy di Bruxelles, in Belgio, non li aveva adeguatamente preparati per gestire la situazione in cui si trovavano, anche se l'aereo sembrava avere abbastanza potenza per volare in condizioni meteorologiche avverse. Il simulatore utilizzato per l'addestramento non aveva le stesse strutture del velivolo reale: il riconoscimento e il recupero del wind shear non facevano parte dell'addestramento al simulatore ricevuto dal primo ufficiale. Il comandante aveva ricevuto un addestramento per fronteggiare uno scenario di questo tipo, ma non era applicabile in quanto il simulatore non era lo stesso dell'aereo reale. Per tutto il periodo dell'emergenza (dal primo avviso di wind shear all'impatto al suolo) le risposte del copilota non erano conformi alle corrette procedure di recupero.
I dati dell'agenzia meteorologica nigeriana mostravano che alle 09:30 e alle 09:45 c'erano cumuli bassi sparsi un po' ovunque. Gli investigatori notarono che nell'area si era verificata una significativa formazione di nuvole, che tuttavia improvvisamente "esplose" tra le 09:45 e le 11:00 UTC, diventando una nube temporalesca. Queste "esplosioni" vennero definite come una rapida intensificazione. Le condizioni si evolsero da cumuli sparsi a bassa quota a una cella convettiva isolata con cime stimate fino a oltre 45 000 piedi (14 000 m) in poco più di un'ora.

### Rapporto finale

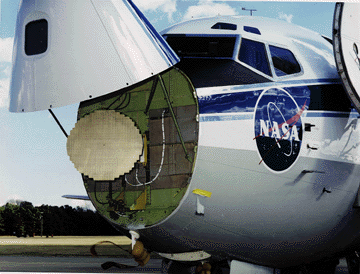
Un rilevatore di windshear installato su un Boeing 737 della NASA.

L'AIB nigeriano concluse infine che la causa dell'incidente era dovuta a un errore del pilota, come affermato:
Gli investigatori hanno anche incluso diversi fattori che contribuirono:
- L'uso di attrezzature inadeguate per la procedura di recupero dal wind shear durante le sessioni al simulatore.
- La mancanza di procedure operative standard aziendali per le operazioni di volo in condizioni meteorologiche avverse.
- La divisione delle responsabilità e dei doveri tra il pilota ai comandi e il collega durante il loro incontro con condizioni meteorologiche avverse, che era incoerente con le Procedure Operative Standard (SOP) con conseguente controllo inadeguato dell'aeromobile.»

L'AIB rilevò inoltre che il radar nell'aeroporto era spento al momento dell'incidente. Ciò aveva comportato confusione e difficoltà nel trovare l'aereo precipitato. Se il radar non fosse stato spento, ci sarebbero stati più sopravvissuti.